# Weltbevölkerungskonferenz
Die Weltbevölkerungskonferenzen (engl. International Conference on Population and Development (ICPD)) sind eine Reihe von der UNO veranstalteter Gipfel zu Fragen der Weltbevölkerung. Große internationale Beachtung erfuhr die Weltbevölkerungskonferenz 1994 in Kairo. Dort berieten ca. 20.000 Delegierte, darunter auch der damalige US-Präsident Bill Clinton, weitere Vertreter verschiedener Regierungen, Angehörige von UN-Agenturen sowie von nichtstaatlichen Organisationen über eine Vielzahl von Themen, etwa der Immigration, der Säuglingssterblichkeit, der Familienplanung, der Stärkung von Frauen und des Schutzes für Frauen vor unsicherer Abtreibung. Vertreter der 179 anwesenden Regierungen verabschiedeten in Kairo ein Aktionsprogramm, das die reproduktive Gesundheit und reproduktiven Rechte des Menschen in den Mittelpunkt der Bevölkerungspolitik stellt.
Das Programm sah vor, bis zum Jahr 2014 allen Menschen Zugang zu Sexualaufklärung, Empfängnisverhütung und Familienplanung, zum Schutz vor HIV und AIDS sowie zur Gesundheitsversorgung rund um Schwangerschaft und Geburt zu ermöglichen. Zur kontroversen Frage des Schwangerschaftsabbruches wurde in der Abschlusserklärung ausdrücklich festgehalten, dass dieser in keinem Fall als Mittel der Familienplanung gefördert werden solle; der Prävention ungewollter Schwangerschaften müsse „höchste Priorität“ eingeräumt und jeder Versuch unternommen werden, die Notwendigkeit von Abtreibungen zu beseitigen. Jegliche Maßnahmen, die den Zugang zu diesen im Gesundheitssystem betreffen, müssten darüber hinaus auf nationaler oder lokaler Ebene im Einklang mit geltenden Gesetzgebungsverfahren festgelegt werden. Wo Abtreibungen nicht gegen Gesetze verstießen, sollten diese unter sicheren Bedingungen möglich sein. Eine Übereinkunft zur grundsätzlichen Rechtmäßigkeit von Schwangerschaftsabbrüchen enthält die Abschlusserklärung nicht.
Mit der High-Level Task Force for ICPD entstand im Oktober 2012 ein unabhängiges, internationales Gremium, das darauf hinwirkt, die Ziele der Kairoer Weltbevölkerungskonferenz in die Post-2015-Agenda zu integrieren.
2004 fand keine Konferenz statt – es gab allerdings eine Parlamentarierversammlung zum Thema in Straßburg.
2014 wurden die internationalen Beratungen zu Bevölkerungsfragen in die Generalversammlung der Vereinten Nationen integriert.

## Austragungsorte und Termine
- 31. August–10. September 1954 in Rom (Italien)
- 30. August–10. September 1965 in Belgrad (Sozialistische Republik Serbien)
- 19.–30. August 1974 in Bukarest (Rumänien)
- 6.–14. August 1984 in Mexiko-Stadt (Mexiko)
- 5.–13. September 1994 in Kairo (Ägypten)
- 12.–14. November 2019 in Nairobi (Kenia)

## Kontroverses Vorfeld zur Weltbevölkerungskonferenz 1994
Im Vorfeld der Weltbevölkerungskonferenz 1994 fand im Dezember 1993 in Bangladesch ein Symposium von Feministinnen statt, welche die These des Bevölkerungswachstums als Ursache von steigender Armut und Umweltzerstörung in die Kritik nahmen. Diese Ansicht schiebe Frauen nicht nur Schuld zu, sondern mache sie auch zum Ziel von Bevölkerungspolitik. Papst Johannes Paul II. kritisierte am 19. März 1994 in einem Brief an 184 Staatschefs, das geplante Aktionsprogramm richte sich nur an entwickelte Gesellschaften, die materiell reich und säkularisiert sind, nicht jedoch an naturverbundene, moralgeleitete oder religiöse Gesellschaften. Es zwinge der Welt eine „total individualistische Sexualität“ auf, die nur „dem Lebensstil eines bestimmten Randes“ in den Industriegesellschaften entspreche. Eine Zustimmung zum Aktionsplan führe zu einer  „generellen internationalen Anerkennung eines völlig uneingeschränkten Rechts zur Abtreibung“. Der Vatikan übte Druck vor allem auf katholische Länder aus um sie gegen die USA in Stellung zu bringen: Deren Delegierte und Präsident Bill Clinton setzten sich für freien Zugang zu Verhütungsmitteln und die Möglichkeit einer sicheren Abtreibung ein.
Ausgehend von dieser Initiative stimmten in einer konzertierten Aktion die vatikanischen Vertreter mit Vertretern von Gaddafis Libyen, fundamentalistischen islamischen Regierungen und afrikanischer und asiatischer Staaten.

## Ergebnisse
Als Erfolg der Konferenzen ist zu bewerten, dass sie dazu beigetragen haben, u. a. die Müttersterblichkeit von 1990 bis 2015 um ca. 45 Prozent zu senken und die Gesundheitsversorgung der Schwangeren zu verbessern.